# 1244 en santé et médecine
| Années de la santé et de la médecine : 1241 - 1242 - 1243 - 1244 - 1245 - 1246 - 1247    |
| Décennies de la santé et de la médecine : 1210 - 1220 - 1230 - 1240 - 1250 - 1260 - 1270 |

Cet article présente les faits marquants de l'année 1244 en santé et médecine.

## Événements

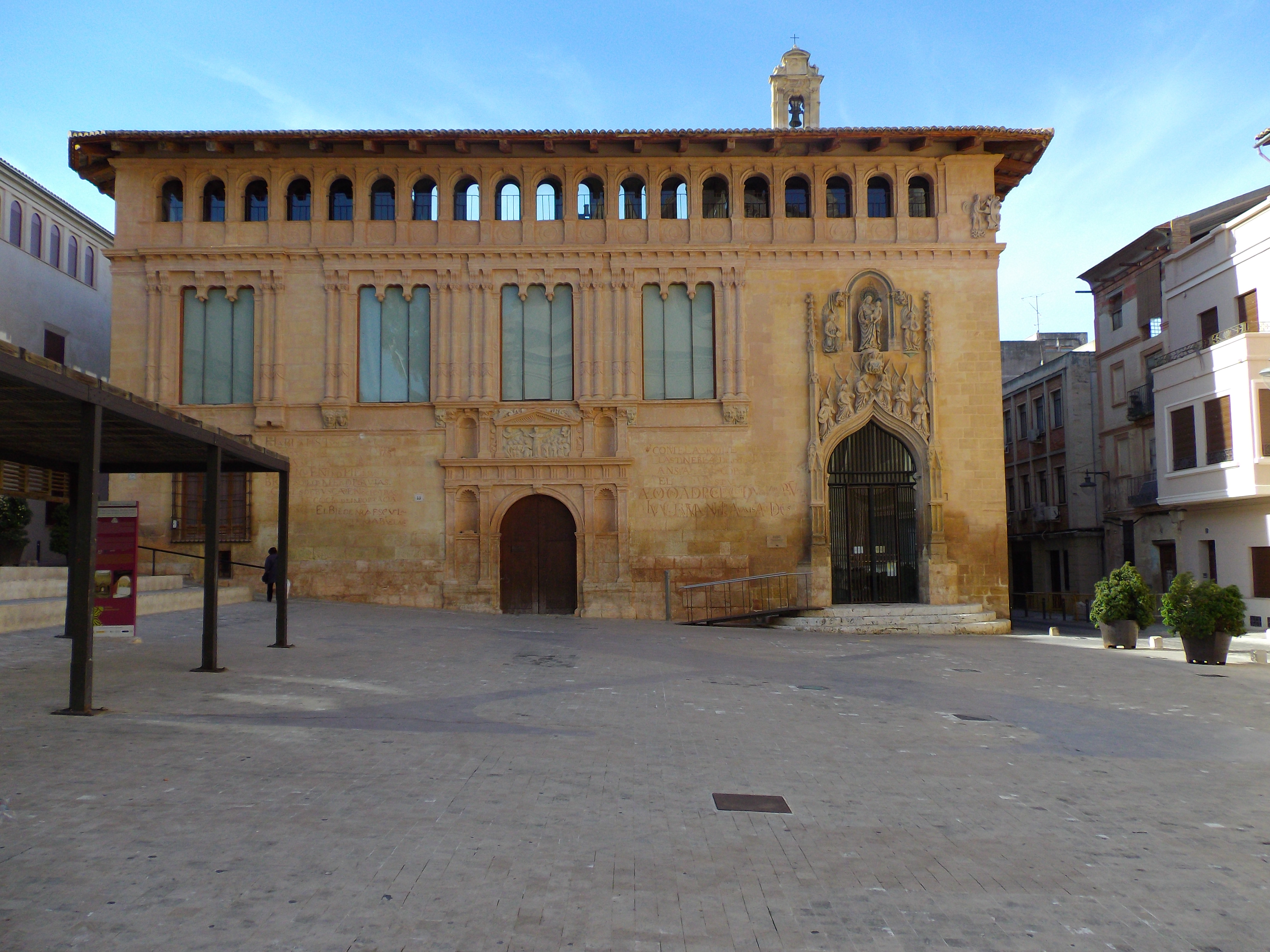
L'Hôpital des pauvres
de Xàtiva (XVe-XVIe s.)

- Décembre : le roi de France Louis IX est gravement atteint de dysenterie, et il se croise en sortant de maladie[1].
- Nicholas Farnham († 1257), médecin du roi d'Angleterre Henri III et de sa femme, est « atteint d'hydropisie, d'ictère et de consomption [amaigrissement], mais guérit miraculeusement après avoir bu de l'eau bénite, contenant des poils de la barbe d'Edmond, archevêque de Cantorbéry, qui, peu après, [sera] canonisé[2] ».
- Matthieu Paris, dans sa Grande Chronique, compte dix-neuf mille léproseries dans toute la chrétienté[3].
- Fondation de l'Hôpital des pauvres de Xàtiva au royaume de Valence, par Jacques Ier[4].
- Fondation à Florence en Toscane de l'hôpital San Paolo dei Convalescenti (it), tenu par des franciscains du tiers-ordre sous la direction de l'Arte dei Giudici e Notai[5].
- Maître Giovanni Cane fonde à Turin l'hôpital S. Cristoforo, tenu par les humiliés[6].
- La léproserie St. Mary Magdalene de Tavistock dans le Devon, en Angleterre, est mentionnée pour la première fois : six hommes et six femmes y sont enregistrés[7].
- Vers 1244 : fondation supposée, par la comtesse de Flandre, de l'infirmerie (ou béguinage) de la Vigne, près de Bruges[8].
- 1244-1246 : construction de l'hôpital Saint-Vincent de Valence en Espagne[9].

## Publications
- Moshe ibn Tibbon († 1283) traduit d'arabe en hébreu le Fi tadbir al-sihhah de Maïmonide[10], traité de diététique dont Jean de Capoue donnera une version latine « dans les années 1294-1303 », sous le titre de Regimen ad regem hyspanie[11].
- Vincent de Beauvais achève une première version de son Speculum maius, encyclopédie qui « se réfère abondamment au Canon d'Avicenne, notamment à propos des plantes[12] ».

## Personnalités
- Fl. Julien Gras, apothicaire, consul de Grenoble, en Dauphiné [13].
- Fl. Bernard, barbier du Caylar, dans le comté de Rouergue[14].

## Décès
- 2 avril : Henrik Harpestreng (da) (né à une date inconnue), prêtre, botaniste et médecin danois, auteur du De simplicibus medicinis laxativis[14],[15].